# Antonín Plachý
Antonín Plachý (* 9. ledna 1971) je bývalý český fotbalista, obránce. Působí jako vedoucí trenérsko metodického úsek Fotbalové asociace ČR.

## Fotbalová kariéra
Hrál za AC Sparta Praha a v Kanadě za Toronto Lynx. V lize odehrál 10 utkání. V Poháru vítězů pohárů nastoupil v 1 utkání v roce 1996 proti týmu Sturm Graz. Se Spartou získal v sezóně 1996/1997 ligový titul.

## Ligová bilance
| Ročník                          | Zápasy | Góly | Klub            |
| ------------------------------- | ------ | ---- | --------------- |
| 1. česká fotbalová liga 1995/96 | 9      | 0    | AC Sparta Praha |
| 1. česká fotbalová liga 1996/97 | 1      | 0    | AC Sparta Praha |
| CELKEM                          | 10     | 0    |                 |